# 전륜성왕

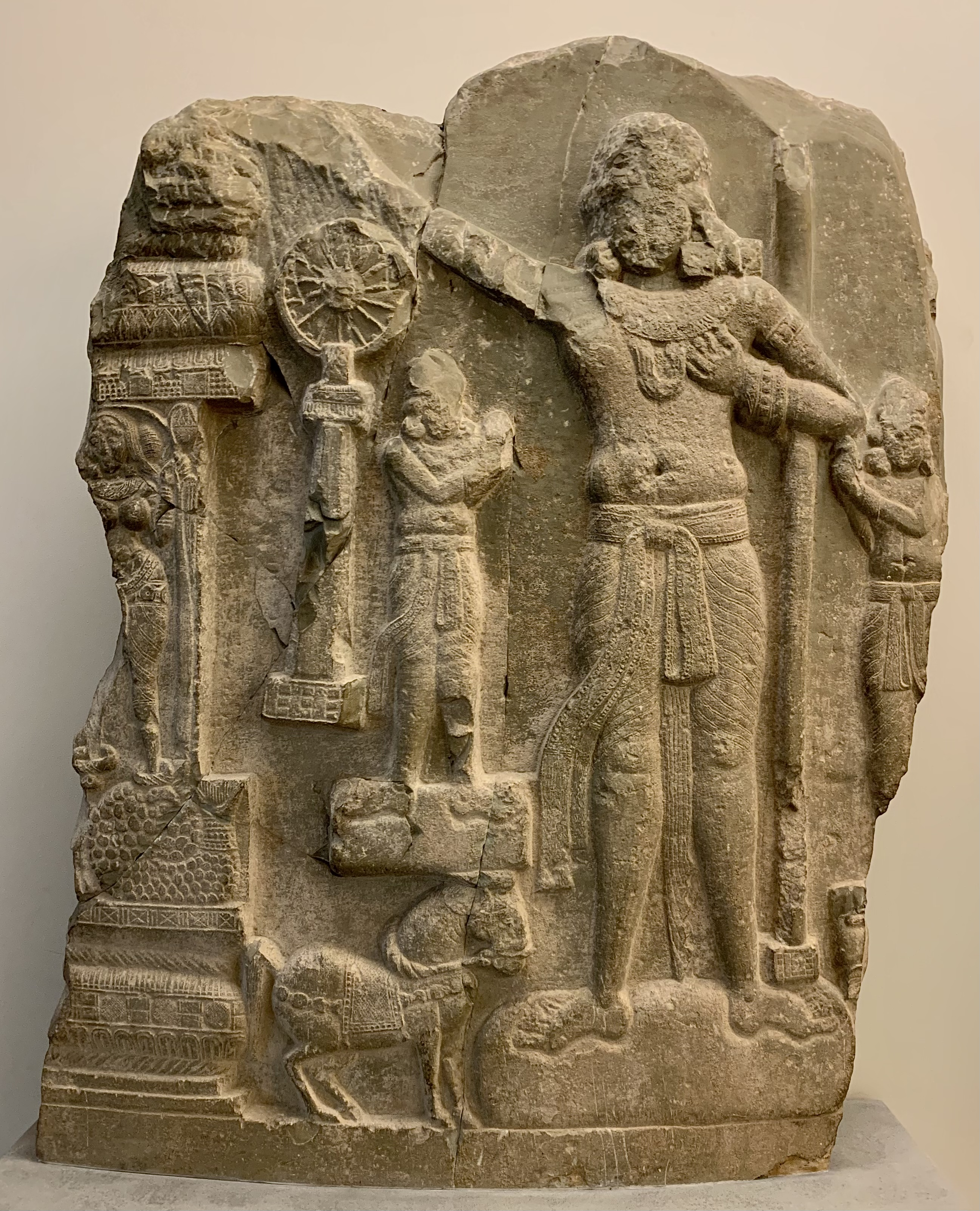
아마라바티 스투파에서 출토된 차크라바르티, 기원후 1세기, "제왕의 몸짓"을 사용하고 있으며 그의 속성들로 둘러싸여 있다. 마우리아 제국의 아소카를 나타낸다.

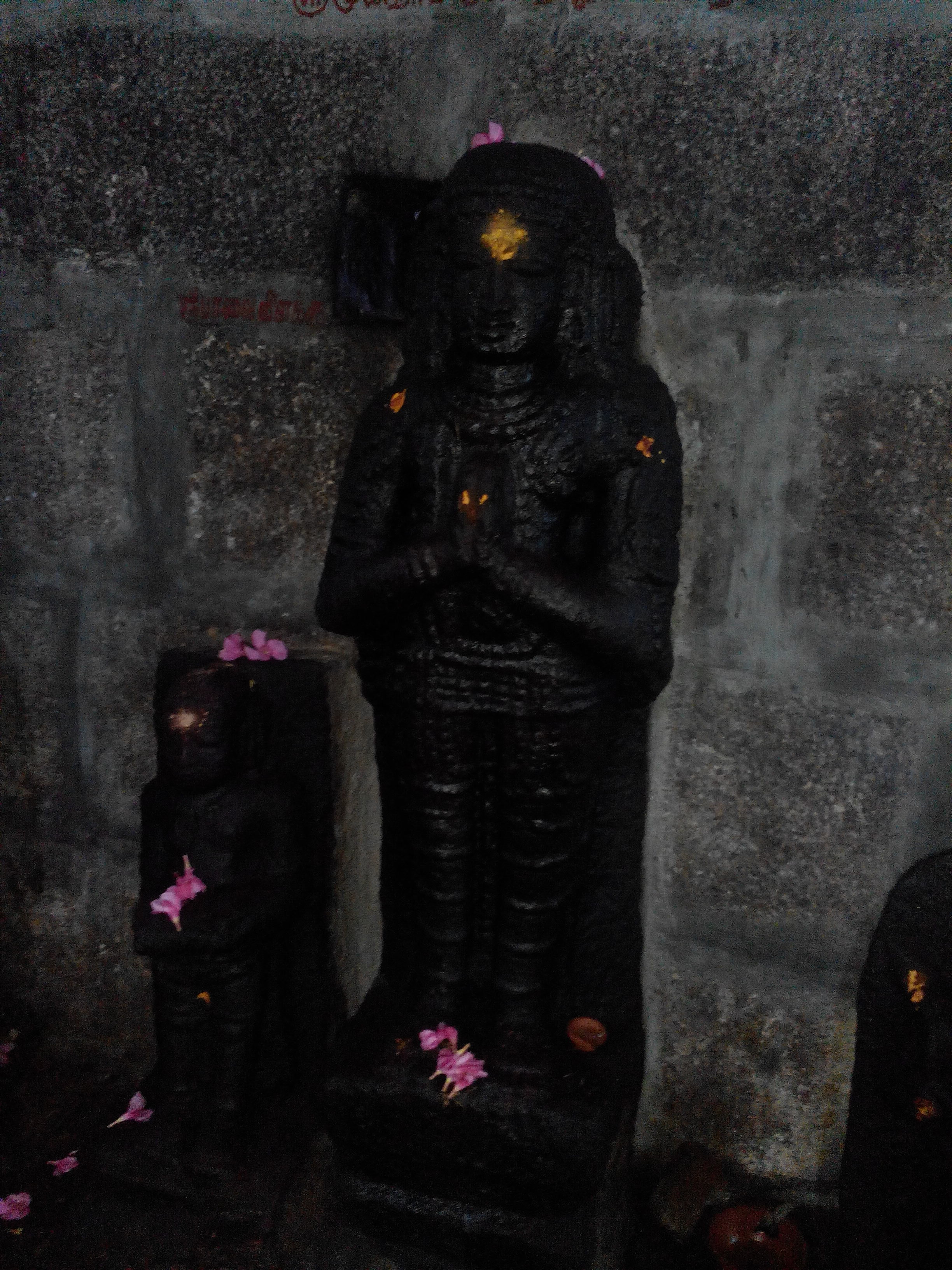
촐라의 지배자 쿨로퉁가 촐라 3세는 차크라바르티로 불렸다.

전륜성왕(轉輪聖王, 산스크리트어: सम्राटचक्रवर्तिन् 차크라바르틴, 산스크리트어: चक्रवर्तिराजन् 차크라바르티라자)은 고대 인도에서 이상화된 보편군주상으로, 지상을 무력이 아닌 정법(正法)으로 통치하며 군주에게 요구되는 모든 조건을 갖추고 있다고 하는 황제를 말한다. 이 개념은 인도 아대륙의 문화 전통, 설화 신화 및 전설에 존재한다.
차크라바르틴에는 네 대륙 모두를 통치하는 보편군주인 차크라발라 차크라바르티, 대륙 중 한 대륙만을 통치하는 통치자인 드비파 차크라바르티, 한 대륙의 일부 지역 주민을 이끄는 군주인 프라데샤 차크라바르티의 세 가지 유형이 있다(지역 왕과 동일). 특히 드비파 차크라바르티는 인도 아대륙 전체를 통치하는 군주이다(마우리아 제국의 경우). 차크라발라 차크라바르틴에 대한 최초의 언급은 기원전 4세기에서 3세기에 이르는 초기 마우리아 제국 시대의 기념비에서 아소카 대제에 대한 언급으로 나타난다.

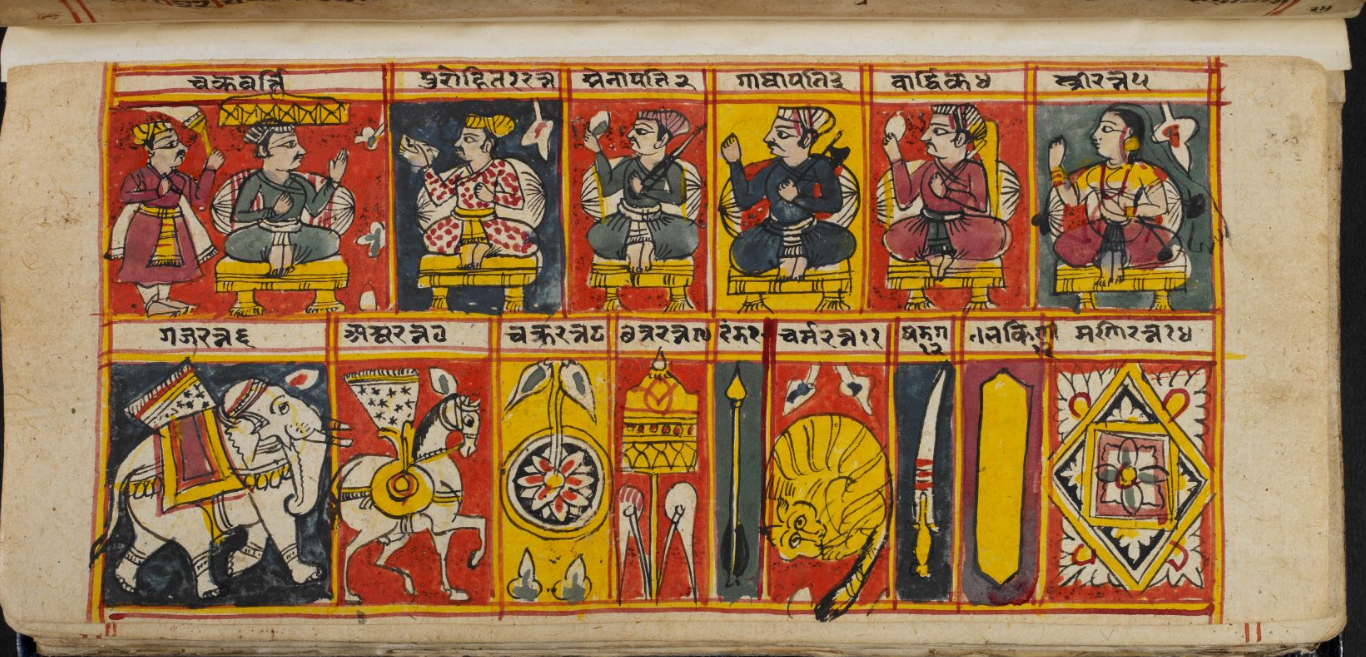
차크라바르틴의 14가지 라트나(보석). 17세기 스리찬드라의 『상그라하니라트나』에 실린 세밀화로, 구자라트어 해설이 덧붙여진 프라크리트어 본문이다. 해설과 삽화가 있는 자이나교 스베탐바라 우주론 텍스트.

불교에서 차크라바르틴은 부처의 세속적 대응어이다. 이 용어는 특히 불교와 자이나교에서 현세적 황제뿐만 아니라 영적 황제 및 리더십에도 적용된다. 힌두교에서 차크라바르틴은 지구 전체로 통치 범위를 확장하는 강력한 통치자이다. 두 종교에서 차크라바르틴은 다르마를 수호하는 존재로, 실제로 “(다르마의) 수레바퀴를 돌리는 자”로 여겨진다.
인도의 차크라바르틴 개념은 나중에 인도에서 파견된 힌두 브라만 학자들을 통해 동남아시아의 인도화된 힌두-불교 왕국에서 채택한 데바라자(왕의 신성)라는 개념으로 발전했으며, 마자파힛 제국 같은 자바의 힌두교-불교 제국, 크메르 제국, 그리고 이후 태국의 군주들에 의해 처음 채택되었다.

## 어원
차크라바르틴이라는 단어는 바후브리히 합성어로 “수레바퀴를 움직이는 사람”이라는 뜻으로 “전차가 막힘없이 사방으로 굴러간다”는 의미로 번역된다. 또한 도구적 타트푸루샤로도 분석할 수 있다: “다르마마차크라(법륜)가 누구를 통해 움직이는가"라는 의미로 해석할 수도 있다. 티베트어에 해당하는 ཁོར་ལོས་སྒྱུར་བའི་རྒྱལ་པོ་(khor los sgyur ba'i rgyal po)는 “바퀴를 통해 통치하는 군주”로 번역된다.
다만 수레바퀴를 왕권(王權)과 연관지어 해석하는 관념이 구체적으로 어디서 기원한 것인지에 대해서는 정설이 없다. 몇 가지 설을 들어보면
1. 인드라의 힘을 상징하는 전차의 수레바퀴라는 설
2. 일륜(日輪) 즉 태양을 가리킨다는 설
3. 수레바퀴 위의 무기를 가리킨다는 설
4. 만다라를 뜻한다는 설
5. 차크람을 가리킨다는 설

등이 있다.
분명한 것은 이 '윤보'는 차크라바르틴이라는 이상적인 군주의 '무한한 통치권'을 상징한다는 것이다. 이미 베다 시대(기원전 2000년경) 중반 이후, 바퀴를 왕권의 상징으로 여기는 관념이 인도 세계에 존재하고 있었는데 차크라바르틴이라는 개념도 그 연장선상에 놓여있다고 할 수 있다. 이 관념은 브라만교로도 계승되었지만, 분명하게 그 개념이 형성된 것은 불교나 자이나교(당시 인도에서는 '비정통파'로 분류되던)에서였다. 이후 차크라바르틴에 관한 기술은 《전륜성왕사자후경(轉輪聖王師子吼經)》이나 《대선견왕경(大善見王經)》 등의 불교 경전 여기저기서 등장한다.

## 등장 배경
석가모니가 생존하던 기원전 6세기에서 5세기경의 인도 사회는 기존의 씨족 공동체 사회가 해체되고 정치, 경제, 문화의 중심지로서의 '도시'를 중심으로 한 도시국가가 성립되고 있었다. 통합이 추진되면서 기존의 부족이나 도시국가를 초월하는 '세계 제국'으로의 발전을 모색하는 와중에 세계를 다스리는 신화적이고 이상적인 의미의 제왕 즉 차크라바르틴 관념이 등장하게 되었다.
브라만이 제창한 왕권신수설과는 달리 사회계약설의 이념을 제시했던 불교는 국가의 '왕권'에 대한 관념의 바탕을 인간에 두고, 브라만교에서 강조한 신분 제도의 강조보다는 '법(다르마)'로 대표되는 민주적인 방법으로 사회질서를 확립하고 나라를 다스린다는 오늘날의 '공화국'과 비슷한 형태의 정치체 원칙을 강조하였다. 하지만 이러한 '공화국' 형태의 국가들이 차츰 '군주국' 형태의 국가에 밀려 통합되면서 왕권은 점점 전제화되고, 계약설적 관점을 강조한 불교의 통치자관도 수정이 불가피해졌음이 지적된다. 기존의 교리와 현실 사이의 내재적인 일관성을 유지할 수 있는 군주상을 모색하는 과정에서 차크라바르틴 사상이 채택되었던 것이다. 이후 차크라바르틴 관념은 힌두교나 자이나교에도 등장하게 되었다.

## 불교
불교 경전에 기술된 차크라바르틴에 대한 관념은 대체로 다음과 같았다.
세계는 번영과 쇠퇴의 순환을 반복하는데, '번영기'에는 인간의 수명이 8만년까지 달하지만 인간의 덕이 점차 없어지면서 수명은 짧아져서 모든 선이 사라진 '암흑기'에는 10년밖에 되지 않게 된다. 그 뒤 인간의 덕이 점차 회복되면서 다시 8만년까지 수명이 늘어나는 '번영기'를 맞이한다. 차크라바르틴은 바로 이 '번영기'에 등장하며, 전생의 선업의 결과로 차크라바르틴으로 탄생한 것이다. 부처와 같은 32서상(瑞相)을 지녔으며 사해(四海)의 대지를 '무력'이 아닌 '법'의 힘으로 정복한다.
차크라바르틴에는 금륜왕(金輪王)ㆍ은륜왕(銀輪王)ㆍ동륜왕(銅輪王)ㆍ철륜왕(鐵輪王)의 네 종류가 있다. 철륜왕(철륜성왕)은 철의 수레바퀴(윤보)를 가지고 (고대 인도의 세계관에서는 지구상의 육지는 네 개의 섬 즉 주洲으로 이루어져 있다고 보았다) 실제의 전쟁을 통해 하나의 주를 지배한다. 마찬가지로 동륜왕(동륜성왕)은 구리의 수레바퀴를 가지고 군사력으로 위세를 보이는 것으로 두 개의 주를, 은륜왕(은륜성왕)은 은의 수레바퀴를 가지고 먼저 사신을 보내는 것만으로 세 개의 주를 지배한다. 그리고 가장 최상인 금륜왕(금륜성왕)은 금의 수레바퀴를 가지고 모든 왕들이 스스로 머리를 숙여 귀복함으로써 네 개의 주 모두(대체로 히말라야에서 인도양에 이르는 지역)를 지배하며 결과적으로 모든 세상을 통일하는 것이다.
또한 법(다르마)에 준거한 통치를 강조하는 것으로서 "전륜왕은 확실히 법에 의지하고, 법을 공경하고, 법을 중시하고 법을 존경하고, 법을 받들고, 법을 기치로 삼아, 법을 제일로 하여 크샤트리야ㆍ가신들ㆍ군대ㆍ브라만ㆍ시민ㆍ지방민 그리고 산과 들의 짐승과 하늘의 새에 대해서도 각자에 맞는 수호와 비호, 보호를 내린다."는 기술도 있다.
이렇듯 불교의 정법(다르마)이란 국민뿐 아니라 자연의 질서까지도 조절하고 온 우주를 지배하는 힘으로 설명되는데, 만약 왕이 정법을 따르지 않으면 가뭄과 홍수, 기근, 질병, 전쟁 등의 재난이 덮친다고까지 하였다. 불교 경전에서 말한 정법의 이념을 기존의 브라만교의 경전에서 말한 제국적인 전설과 융합시킨 것이 차크라바르틴 이념의 기본적인 체계가 되었다.
차크라바르틴은 자신의 수명이 다하기 전에 왕궁 위에 놓아둔 수레바퀴가 떨어지는 것을 보고 왕자에게 양위한 뒤 출가하는데, 출가하고 7일이 지나면 그 수레바퀴는 홀연히 사라져 버리며 새로 즉위한 왕이 이것을 전왕인 아버지에게 물으면 아버지는 "수레바퀴(윤보)는 조상 대대로 내려오는 물건이 아니라 국왕 자신의 '공덕'으로 주어지는 것"이라고 말한다. 이를 새로 즉위한 왕이 잘 알아듣고 법에 따른 통치를 행하면, 만월의 밤에 수레바퀴(윤보)는 다시 공중에 나타난다는 것이다. 만약 차크라바르틴이 출가하지 않고 재위하다 죽었을 경우 시신은 대중들의 손에 의해 부처의 시신처럼 정중히 다루어져 유골은 큰 탑에 모셔진다.
이 차크라바르틴의 시대가 끝나면, 다시 세상은 '암흑기'로 접어들게 되는 것이다.
차크라바르티가 출현하면 "미래의 부처" 미륵이 지상에 나타날 것이라고 믿어졌다.
초기 불교 미술에는 30개 이상의 묘사가 있는데, 모두 데칸 지역의 것이다. 대부분의 차크라바르티 황제는 "황제의 몸짓"을 사용하는데, 왼손을 가슴에 쥐고 오른손을 위로 뻗는다. 그는 그의 일곱 가지 속성으로 둘러싸여 있다: 차크라라트나 바퀴, 그의 국영 코끼리, 기마, "밤에 그의 군대의 길을 밝힐 만큼 빛나는 팔각 보석", 그의 황후, 국방부 장관, 재무부 장관.
초기 불교의 『마하바스투』(1.259f)와 『디비야바다나』, 그리고 테라바딘 『밀린다팡하』는 통치자로서의 차크라바르티의 특징을 묘사한다: 우슈니샤, 차트라 "양산", "뿔 보석" 또는 바즈라, 파리채, 샌들. 이것들은 크샤트리야의 특징이었다. 초기 대승불교의 조형 예술은 보살을 우슈니신("터번/머리띠를 두른") 형태로 묘사하며 "비폭력 차크라바르티 통치"를 위한 무드라를 휘두른다.

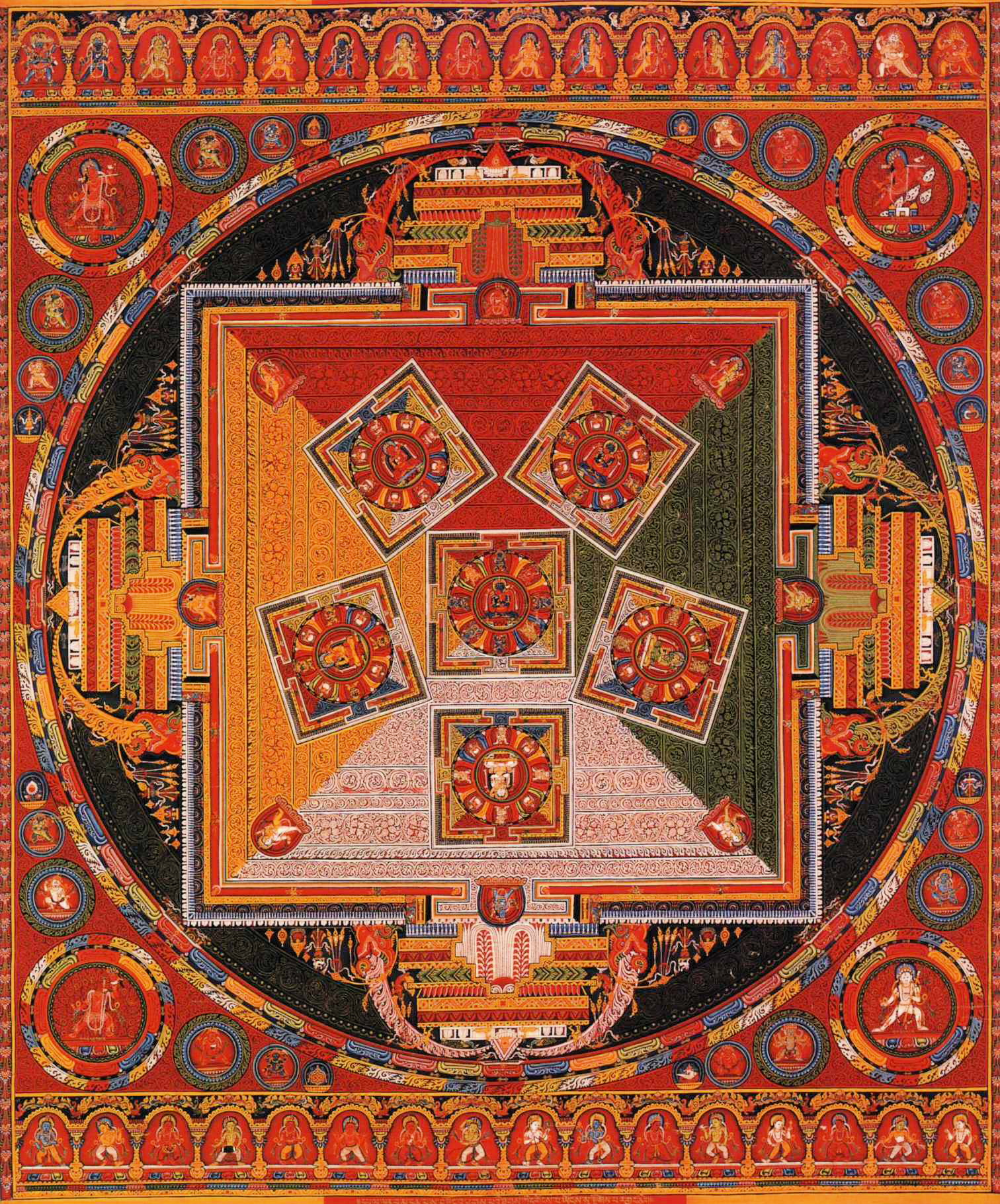
여섯 차크라바르티의 티베트 만다라

### 차크라바르틴의 일곱 보물과 네 가지 신령한 덕
《잡아함경(雜阿含經)》에 보면 차크라바르틴은 7보(寶)와 4신덕(神德)을 갖추고 있다고 여겨진다.
- 윤보(輪寶, 또는 금륜보金輪寶, 차카라타나cakkaratana): 사방을 움직이며 왕에게 대지를 평정하도록 돕는다는 수레바퀴. 이것을 타고 동서남북 사방을 주유하면 그 지나는 곳의 크고 작은 나라의 왕들은 앞다투어 국토와 인민을 바치고 신하가 되기를 자청한다고 한다.
- 상보(象寶, 하티라타나 hatthiratana): 하늘을 날 수 있다는 순백의 코끼리.
- 마보(馬寶, 아사라타나 assaratana): 하늘을 날 수 있다는 순백의 말.
- 주보(珠寶, 마니라타나maniratana): 뿜어내는 광채가 1유순(由旬)은 된다는 보석.
- 여보(女寶, 이티라타나itthiratana): 미모와 향기를 지닌 순종적이며 지조 있는 왕비.
- 거사보(居士寶, 가하파티라타나gahapatiratana): 국가를 지탱해줄 재력을 갖춘 시민.
- 장군보(將軍寶, 또는 주병보主兵寶. 파리나야카라타나parinayakaratana): 현명하고 유능하며 연륜을 갖춘 지장(智將).

여기에 4신덕, 즉 네 가지의 신령한 덕이란
- 아름답고 단정한 용모
- 오래 살며 일찍 죽지 않는 것
- 건강한 심신(心身)
- 충분한 재산

이다.
차크라바르틴에 대한 설명은 '일곱 보물과 네 가지 신덕'이라는 《잡아함경》의 표현에서 점차 '4주(洲)의 왕', '4변의 정복자' 혹은 '여법한 법왕'이라는 《장아함경》의 정형화된 문구로 표현되고 있는데, 비교적 성립 시기가 늦은 불전일수록 반영된 세계관은 더욱 확장되어 그 개념도 복잡하고 다양하게 진화된 양상을 보이는 것은 대표적인 차크라바르틴으로 꼽히는 아소카(후술)라는 구체적인 인도의 역사적 경험이 결정적인 역할을 했을 것으로 유추된다.

## 힌두교
전통에 따르면 "비슈누는 차크라의 형태로 보편적 주권을 얻고자 하는 왕들의 숭배 이상으로 여겨졌다.":48 이 개념은 바가바타 푸라나와 관련되어 있으며, 이는 굽타 시대까지 거슬러 올라가는 종교적 승인을 받았고, 또한 차크라바르틴 개념으로 이어졌다.:65 북인도와 남인도 모두에서 전륜성왕의 예는 비교적 적다.
일부 전설에 따르면 두샨타와 샤쿤탈라의 아들인 바라타는 차크라바르틴 삼라트 칭호를 받았다. 리샤바의 아들인 동명의 다른 황제도 차크라바르틴 칭호를 받았다.
남인도에서는 심하비슈누(575-900 CE)로 시작되는 팔라바 시대가 남인도 사회의 과도기였다. 기념물 건립, 바크티 종파인 알바르와 나야나르의 설립, 산스크리트 학습의 농촌 브라만 기관의 번성, 그리고 다양한 민족의 영토에 대한 황제제 차크라바르틴 모델의 확립이 이루어졌다. 이는 영토적으로 분할된 민족들이 각각의 문화와 부족 추장 아래 있던 팔라바 이전 시대를 종식시켰다. 팔라바 시대는 샤스트라에 의해 규정된 의례적 순수성에 기반한 계층 관계를 칭송했다. 버턴은 차크라바르틴 모델과 크샤트리야 모델을 구별하고, 크샤트리야를 브라만과 공유할 만큼 충분히 높은 의례적 지위를 가진 지역 기반 전사들과 비교하며, 남인도에서는 크샤트리야 모델이 나타나지 않았다고 말한다. 버턴에 따르면, 남인도는 결정적인 세속 권력이 크샤트리야에게 부여된 인도-아리안 바르나 조직 사회를 알고 있었지만, 팔라바, 촐라, 비자야나가르 전사 가문을 제외하고는 소수의 지역 전사 가문만이 북부 전사 집단의 명망 있는 친족 연결 조직을 달성했다.

## 자이나교

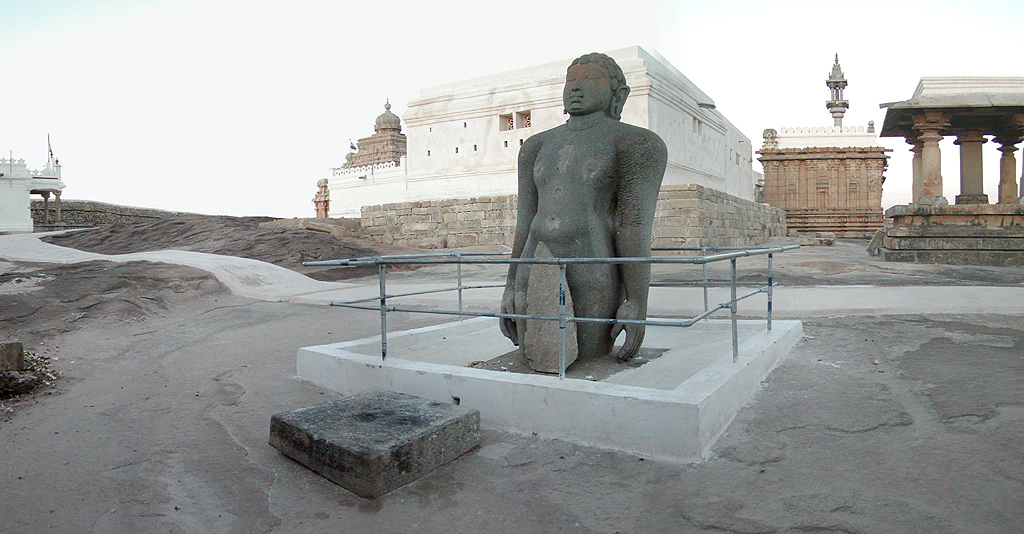
슈라바나벨라고라에 있는 바라타 차크라바르틴의 동상

시간의 바퀴의 반주기가 매번 움직이는 동안, 12명의 차크라바르틴으로 구성된 63명의 살라카푸루사, 즉 63명의 저명한 남성이 정기적으로 나타난다. 자이나교 우주론 또는 전설적인 역사는 기본적으로 이 저명한 남성들의 행적을 편집한 것이다. 자이나교 우주론에 따르면, 차크라바르틴은 보편군주 또는 세계 정복자이다. 황금빛 피부를 가진 그들은 모두 카샤파 고트라에 속했다. 차크라바르틴의 어머니는 잉태할 때 몇 가지 꿈을 꾼다. 차크라바르틴은 32가지 주요 탁월한 징표와 많은 사소한 탁월한 징표를 지닌 이상적인 인간으로 간주된다.
자이나교에 따른 아바사르피니의 12대 차크라바르틴 목록은 다음과 같다.
1. 바라타, 티르탕카라 리샤바나타의 아들
2. 사가라, 푸라나에 나오는 바기라타의 조상
3. 마가바[17]:306
4. 사나타 쿠마라[17]:306
5. 티르탕카라 샨티나타
6. 티르탕카라 쿤투나타[17]:308
7. 티르탕카라 아라나타[17]:308
8. 수바우마[17]:308
9. 파드마나바
10. 하리세나
11. 자야세나
12. 브라흐마닷타

자이나교에서 차크라바르틴 삼라트는 사프타라트나, 즉 "일곱 보석"을 소유한 것으로 특징지어졌다.
1. 라트나-차크라, 표적을 놓치지 않는 기적적인 다이아몬드 톱니 원반
2. 황후
3. 신성한 보석
4. 막대한 부
5. 전차의 거대한 군대
6. 기병의 거대한 군대
7. 코끼리의 거대한 군대

일부 목록에서는 대신 "총리"와 "아들"을 추가하여 "나바라트나" 또는 "아홉 보석"을 언급한다.

## 실제 역사에서의 차크라바르틴 관념
인도의 역사에서 이러한 차크라바르틴 관념이 실제 정치에도 영향을 준 사례로 가장 먼저 마우리아 제국의 황제인 아소카를 꼽는다. 다만 전륜성왕의 관념과 아소카의 '다르마의 정치'가 어떤 관계에 있었는지는 분명히 정의하기 어려운데, '법(다르마)에 의한 통치'라는 아소카의 이상이 불교 경전에서 말하는 차크라바르틴의 모습에 매우 가까운 것이긴 하지만 아소카의 시대에 이러한 '전륜성왕관'이 형성되었는지 분명히 증명할 사료가 없다. 마우리아 제국이라는 거대한 '제국'의 성립을 배경에 두고 '모두를 지배하는 이상적인 군주'로서의 차크라바르틴 관념이 성립된 것이라는 설이 있는 반면, 이미 형성되어 있던 차크라바르틴 관념에 영향을 받은 아소카가 '법(다르마)의 통치'를 외치게 된 것이라는 설도 있다.
인도에서 차크라바르틴으로 칭한 왕으로서는 마하메가바하나의 왕이었던 카라벨라가 있는데, 그는 차크라바르틴 말고도 '차크라(輪)'라는 단어가 들어간 많은 칭호들을 사용했다. 다만 카라벨라 왕이 이용한 이들 칭호란 전후의 문맥이나 그 자신이 남긴 사적들을 통해 유추해볼 때 이상왕으로서의 전륜성왕보다는 왕이 가지는 권력의 상징으로서의 '차크라'였던 것으로 보인다. 또한 팔라바 제국, 촐라 제국, 비자야나가라 제국의 황제들도 차크라바르틴을 자칭했으며, 여기서의 차크라바르틴 관념은 불교에서의 차크라바르틴 개념이 아니라 힌두교에서의 차크라바르틴 관념에 가까웠는데, 힌두교에서 차크라바르틴은 유지의 신 비슈누의 수다르샨차크라와 연관되었기 때문에 질서의 수호자이자 비슈누의 대변자로서의 지위를 지녔다. 동남아시아에서는 왕의 정식 명칭의 일부로 쓰이거나 아유타야 왕국의 차크라파트처럼 현지어로 와전되기도 했지만, 직접적으로 그 말이 이름에 쓰이기도 했다. 《대반야바라밀경(大般若波羅蜜多經)》에도 이 말이 있다. 티베트 불교 지역권에서는 원(元)의 쿠빌라이나 북원(北元)의 알탄 칸, 청(淸)의 역대 한(汗)들이 으레 전륜성왕으로 비유되곤 했다.
한국의 역사에서 전륜성왕을 지향한 일을 가장 확실하게 확인할 수 있는 군주로는 신라(新羅)의 진흥왕(眞興王)을 꼽을 수 있다. 경주(慶州) 황룡사(黃龍寺)의 창건설화에도 보이듯 아소카를 전륜성왕의 모델로 삼았던 진흥왕은 두 왕자에게도 각각 동륜성왕과 철륜성왕을 가리키는 '동륜(銅輪)'과 '사륜(舍輪)'이라는 이름을 주었다. 말년에는 머리를 깎고 스스로 출가하였는데 이에 대해서는 아소카도 말년에 승려로서 출가하였다는 전승과의 관련을 지적하는 설이 있다. 또한 백제의 성왕, 발해의 문왕, 신라의 법흥왕ㆍ선덕여왕ㆍ진덕여왕도 전륜성왕을 표방하였다.

## 같이 보기
- 아소카
- 삼라트
- 데바라자